# العذر (الرجم)

تعديل مصدري - تعديل

العذر هي إحدى قرى عزلة العزكي بمديرية الرجم التابعة لمحافظة المحويت، بلغ تعداد سكانها 119 نسمة حسب تعداد اليمن لعام 2004.